# Uzunköprü
Uzunköprü es una ciudad y distrito de la provincia de Edirne, Turquía. Cuenta con una población de 41.200 habitantes (2009). Se encuentra en la línea de ferrocarril que conecta Estambul con Sofía, Belgrado y Europa Occidental. Además, cuenta con un puesto fronterizo con Grecia.

## Puente
El nombre del distrito proviene de las palabras turcas uzun (largo) y köprü (puente), debido a la existencia de un antiguo puente construido entre los años 1426 y 1443 por el arquitecto Muslihiddin por orden del sultán otomano Murad II. Cuenta con 174 arcos, una longitud de 1.329 m y una anchura de 6,80 m. Algunos de los arcos son apuntados y otros son de medio punto. Se trata del puente de piedra más largo de Turquía. Se construyó sobre el río Ergene, barrera natural que impedía el acceso a los Balcanes. El nombre original era Puente de Ergene (en turco otomano, Cisr-i Ergene). Fue restaurado en 1963. La carretera entre Edirne y Esmirna pasa por el puente. En2015, el puente fue añadido en 2015 a la Lista Indicativa de Turquía enviada a la UNESCO para ser considerado como Patrimonio de la Humanidad en la categoría cultural.